# MusicBrainz
MusicBrainz este un proiect care-și propune crearea unei baze de date muzicale libere. Similar cu freedb, el a fost fondat ca răspuns la restricțiile impuse de CDDB.
În prezent MusicBrainz conține informație despre circa 820.000 artiști, 1,2 milioane de lansări, și 13,1 milioane de înregistrări.